# 닉 케이브
니컬러스 에드워드 "닉" 케이브(영어: Nicholas Edward "Nick" Cave, AO, 1957년 9월 22일 ~ )는 오스트레일리아의 싱어송라이터이다. 록 밴드 닉 케이브 앤드 더 배드 시즈의 리더로 알려져 있다.

## 서훈
- 2017년 오스트레일리아 훈장 오피서(AO)[1]

## 출연 작품
- 루이스 웨인: 사랑을 그린 고양이 화가 - H.G. 웰스 역